# روجر واليس
روجر واليس (بالسويدية: Roger Wallis)‏ هو موسيقي وصحفي وملحن سويدي، ولد في 8 أغسطس 1941.

## وصلات خارجية
- روجر واليس على موقع ميوزك برينز (الإنجليزية)
- روجر واليس على موقع قاعدة بيانات الأفلام السويدية (السويدية)
- روجر واليس على موقع أول ميوزيك (الإنجليزية)
- روجر واليس على موقع ديسكوغز (الإنجليزية)